# Žigmund Pálffy
Žigmund Pálffy detto Ziggy (Skalica, 5 maggio 1972) è un allenatore di hockey su ghiaccio ed ex hockeista su ghiaccio slovacco, fino al 1993 cecoslovacco.

## Carriera

### Club
Ha fatto il suo esordio nell'hockey professionistico nell'AC/HC Nitra (oggi HK Nitra) nel 1990-1991, nella prima ed unica stagione della squadra nell'1. liga cecoslovacca, mettendo a segno 50 punti in 50 partite. Nonostante il penultimo posto (con conseguente retrocessione) del Nitra, fu notato dalla squadra NHL dei New York Islanders, che lo scelsero al successivo draft al secondo giro.
Rimase ancora per due anni in Cecoslovacchia, con l'HC Dukla Trenčín, e in entrambe le stagioni si laureò miglior marcatore (nella prima fu anche primo nella classifica dei gol). La nascita di due paesi e di due campionati separati coincise col suo trasferimento in Nord America. Nella sua prima stagione raccolse 5 presenze con gli Islanders, passando la gran parte della stagione in IHL con i Salt Lake Golden Eagles. Anche nella seconda si divise tra le due serie, ma collezionando 33 presenze in ciascuna.
Dal 1995–1996 è diventato titolare degli Islanders, dove ha giocato ininterrottamente (ad eccezione di pochi incontri giocati in Slovacchia con Dukla Trenčín nel 1996 e HK 36 Skalica nel 1998) fino al termine della stagione 1998-1999. Entrò poi in uno scambio di giocatori tra gli Islanders e i Los Angeles Kings, con cui rimase poi fino al 2003–2004, perdendo gran parte dell'ultima stagione per un infortunio alla spalla.
Nella stagione del lockout tornò in Europa: messo sotto contratto dallo Slavia Praga (Extraliga ceca) in settembre, rescisse il contratto dopo meno di un mese per approdare all'HK 36 Skalica (Extraliga slovacca), con cui giocò sole otto partite prima di tornare allo Slavia Praga.
Tornò dunque in NHL, ai Pittsburgh Penguins, dove visse una stagione difficile, a metà della quale, il 18 gennaio 2006, annunciò il ritiro, spiegandolo con i problemi alla spalla infortunata nel 2004 e mai del tutto guarita.
Dopo un anno di stop è tornato sul ghiaccio in Slovacchia, con l'HK 36 Skalica. Dalla stagione 2009-2010 ricopre la doppia funzione di giocatore ed assistente allenatore.

### Nazionale

#### Cecoslovacchia
Con la maglia della nazionale juniores Under 20 cecoslovacca, Pàlffy ha disputato due mondiali di categoria (1991 e 1992), vincendo il bronzo nel 1991.
Ha anche giocato con la nazionale maggiore, disputando la Canada Cup 1991.

#### Slovacchia
Ha disputato cinque campionati del mondo con la Slovacchia (1996, 1999, 2002, 2003 e 2005), ed ha guidato la nazionale alla sua prima vittoria nella competizione, nel 2002. L'anno successivo gli slovacchi conquisteranno il bronzo.
Ha anche preso parte a tre Olimpiadi (Lillehammer 1994, Salt Lake City 2002, Vancouver 2010 e in quest'ultima è stato anche alfiere) ed una World Cup of Hockey (1996).

## Premi

### NHL
NHL All-Star Game: 1996-1997, 1997-1998, 2000-2001, 2001-2002

### Internazionale

#### Cecoslovacchia
- Campionato mondiale IIHF Under-20:
  -  Bronzo: 1991

#### Slovacchia
- Campionato mondiale IIHF:
  -  Oro: 2002
  -  Bronzo: 2003